# رو در رو: اوئاسیس
رو در رو: اوئاسیس (اسپانیایی: Vis a vis: El oasis‎) یک مجموعهٔ تلویزیونی اسپانیایی در ژانر درام دلهره‌آور است که در سال ۲۰۲۰ منتشر شد.
«اوئاسیس» نام هتلی است که سارقان پس از پایان عملیات، در آنجا قرار ملاقات دارند تا به تقسیم اموال دزدی‌شده بپردازند.

## بازیگران

### اصلی
- مگی سیوانتس
- نایوا نیمری
- ایتسیار کاسترو
- داوید اوستروسکی
- لوکاس فرارو

### با همکاری ویژه
- آنا ماریا پیکیو
- رامیرو بلاس
- آلبا فلورس